# Shymkent Womens
Lo Shymkent Womens è un torneo professionistico di tennis giocato su campi in cemento. Fa parte dell'ITF Women's Circuit. Si gioca annualmente a Şımkent in Kazakistan.

## Albo d'oro

### Singolare
| Anno     | Campionessa        | Finalista              | Punteggio     |
| -------- | ------------------ | ---------------------- | ------------- |
| 2012     | Kateryna Kozlova   | Anna Danilina          | 6–3, 4–6, 6–4 |
| 2013     | Ekaterina Jašina   | Ksenia Palkina         | 6–3, 4–6, 6–2 |
| 2013 (2) | Margarita Lazareva | Daria Lodikova         | 5–7, 6–4, 6–2 |
| 2014     | Vivian Zlatanova   | Alexandra Grinchishina | 7–6(7–1), 6–0 |
| 2014 (2) | Ekaterina Klyueva  | Anastasia Rudakova     | 7–6(7–1), 6–4 |
| 2014 (3) | Anastasia Rudakova | Liubov Vasilyeva       | 6–2, 6–3      |

### Doppio
| Anno     | Campionesse                             | Finaliste                                 | Punteggio        |
| -------- | --------------------------------------- | ----------------------------------------- | ---------------- |
| 2012     | Valentina Ivachnenko Kateryna Kozlova   | Nigina Abduraimova Ksenia Palkina         | 6–2, 6–4         |
| 2013     | Kamila Kerimbajeva Yang Yi              | Dariya Berezhinaya Vladyslava Zanosiyenko | 6–1, 4–6, [10–4] |
| 2013 (2) | Veronika Kudermetova Margarita Lazareva | Yekaterina Gubanova Daria Lodikova        | 6–4, 6–2         |
| 2014     | Anna Grigorjan Vivian Zlatanova         | Diana Bogoliy Margarita Lazareva          | 7–6(7–5), 6–2    |
| 2014 (2) | Ekaterina Kljueva Sofia Smagina         | Anastasija Rudakova Ljubov Vasil'eva      | 7–6(7–3), 6–0    |
| 2014 (3) | Diana Boholij Margarita Lazareva        | Anastasija Rudakova Ljubov Vasil'eva      | 6–4, 7–5         |